# Torre PwC
La Torre PwC, precedentemente nota come Torre Sacyr Vallehermoso, è un grattacielo di Madrid, situato nella Cuatro Torres Business Area.
È stato progettato da Carlos Rubio Carvajal e da Enrique Álvarez-Sala Walter.